# Havlovické rybníky

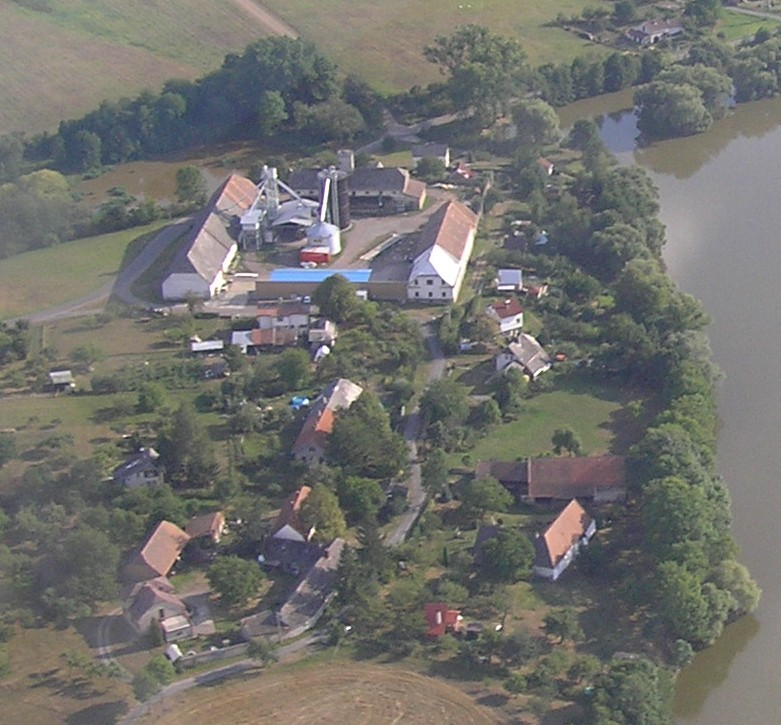
Havlovice, letecký pohled 2007

Havlovické rybníky jsou soustavou tří vzájemně propojených velkých rybníků – Hořička, Petráň, Žďár a menšího rybníka Liška nalézající se v okolí vesnice Havlovice v okrese Chrudim. 
Zdrojem vody pro rybniční soustavu je řeka Ležák (Holetínka), která napájí Petráň. Voda pak protéká do Hořičky a Žďáru, ze kterého nadbytečná voda opět odtéká do řeky Ležák. Do Petráně přitéká také voda z rybníka Liška, který je napájen Havlovickým potokem, který pramení za osadou Kvasín. 
Rybníky mají rozlohu od největší Hořičky (30 ha), přes Petráň 15 ha), Žďár (10 ha) po Lišku (0,26 ha).
Dnešní rybník Petráň se podle mapy z r. 1839 (Císařské otisky), jmenoval původně Kostelecký. Současný název Petráň vznikl pravděpodobně podle objektu pod rybníkem (mlýna), který se nazýval U Petráňů. Název rybníka Hořička byl odvozen od kopce Hořička (německy Horitschka), který leží nad rybníkem, 384 m nad mořem. Název rybníka Žďár byl asi odvozen od slov žďáření či žďárování, tj. vypalování lesa před založením rybníka.